# 임호선
임호선(林昊宣, 1964년 9월 27일~)은 대한민국의 경찰공무원 출신 정치인이다. 제21·22대 국회의원이다.

## 학력
- 진천 오상국민학교 졸업
- 증평중학교 졸업
- 충북고등학교 졸업
- 경찰대학교 2기 학사
- 건국대학교 사회과학대학원 법학 석사

## 경력
- 2003년~2007년: 대통령비서실 행정관
- 2007년 7월~2008년 3월: 제54대 충주경찰서 서장
- 2008년 3월~2009년 3월: 제58대 진천경찰서 서장
- 2011년 1월~2011년 12월: 제46대 서울동대문경찰서 서장
- 2011년 12월~2012년 5월: 경찰청 생활질서과 과장
- 2012년 5월~2012년 11월: 경찰청 경찰쇄신추진단 팀장
- 2012년 11월~2013년 1월: 경찰청 교육정책관
- 2013년 4월~2014년 1월: 경찰대학 교수부장
- 2014년 1월~2014년 8월: 서울지방경찰청 교통지도부 부장
- 2014년 8월~2014년 12월: 경찰청 업무중심현장강화TF팀 팀장
- 2014년 12월~2015년 12월: 경찰청 새경찰추진단 단장
- 2015년 12월~2016년 12월: 경찰청 교통국 국장
- 2016년 12월~2017년 12월: 서울지방경찰청 생활안전부 부장
- 2017년 12월~2018년 7월: 경찰청 기획조정관
- 2018년 7월~2019년 12월: 제36대 경찰청 차장(차관급)
- 2020년 4월 15일: 대한민국 제21대 국회의원 선거 당선(충북 증평군·진천군·음성군, 더불어민주당, 초선)
- 2020년 5월~: 더불어민주당 충청북도당 증평군·진천군·음성군 지역위원회 위원장
- 2020년 5월~2021년 4월: 더불어민주당 원내부대표
- 2020년 9월~: 더불어민주당 재정위원회 위원장
- 2021년 4월~2021년 5월: 더불어민주당 중앙당 선거관리위원회 위원
- 2022년 8월~2024년 7월: 더불어민주당 충청북도당 위원장
- 2024년 4월 10일: 대한민국 제22대 국회의원 선거 당선(충북 증평군·진천군·음성군, 더불어민주당, 재선)
- 2024년 8월~: 더불어민주당 수석사무부총장
- 2025년 6월~2025년 8월: 더불어민주당 중앙당 선거관리위원회 부위원장
- 2025년 7월~2025년 8월: 더불어민주당 사무총장 직무대행

### 의정 활동
- 2020년 5월 30일~2024년 5월 29일: 제21대 국회의원(충북 증평군·진천군·음성군, 더불어민주당, 초선)
  - 2020년 6월~2022년 5월: 제21대 국회 전반기 행정안전위원회 위원
  - 2020년 6월~2021년 5월: 제21대 국회 전반기 예산결산특별위원회 위원
  - 2020년 9월~2021년 5월: 제21대 국회 전반기 예산결산특별위원회 예산결산심사소위원회 위원
  - 2020년 9월~2020년 9월: 제21대 국회 전반기 운영위원회 위원
  - 2021년 11월~2022년 4월: 제21대 국회 중앙선거관리위원회 위원(문상부) 선출에 관한 인사청문특별위원회 위원
  - 2022년 7월~2024년 5월: 제21대 국회 후반기 행정안전위원회 위원
  - 2022년 7월~2022년 8월: 제21대 국회 후반기 정보위원회 위원
  - 2022년 7월~2023년 5월: 제21대 국회 형사사법체계개혁 특별위원회 위원
- 2024년 5월 30일~: 제22대 국회의원(충북 증평군·진천군·음성군, 더불어민주당, 재선)
  - 2024년 6월~: 제22대 국회 전반기 농림축산식품해양수산위원회 위원
  - 2024년 6월~2025년 6월: 제22대 국회 전반기 예산결산특별위원회 위원

## 역대 선거 결과
|  | 50.68% |

|  | 53.95% |

## 소속 정당
| 소속 정당 | 소속 정당    | 소속 기간 | 비고      |
| --------- | ------------ | --------- | --------- |
|           | 더불어민주당 | 2020~현재 | 정계 입문 |

## 같이 보기
- 증평군·진천군·음성군
- 증평군의 국회의원
- 진천군의 국회의원
- 음성군의 국회의원
- 대한민국의 경찰청 차장